# Stålkrisen
Stålkrisen var en period av dålig lönsamhet i stålindustrin i västvärlden under 1970-talets lågkonjunktur. Världsproduktionen av stål hade ökat exponentiellt sedan 1800-talet, med undantag för den stora depressionen på 1930-talet, men under 1970-talet följde inte efterfrågan med den ständigt ökande produktionen. Stålkrisen var en del i avmattningen av högkonjunkturen efter andra världskriget. Den ledde till nedläggningar av stålindustrier i både Europa och Nordamerika. Några drabbade regioner var Rostbältet i USA, Midlands i Storbritannien, Ruhrområdet i dåvarande Västtyskland, och Bergslagen i Sverige. I Sverige bildades SSAB under denna tid (1977–1978).

## Bildgalleri

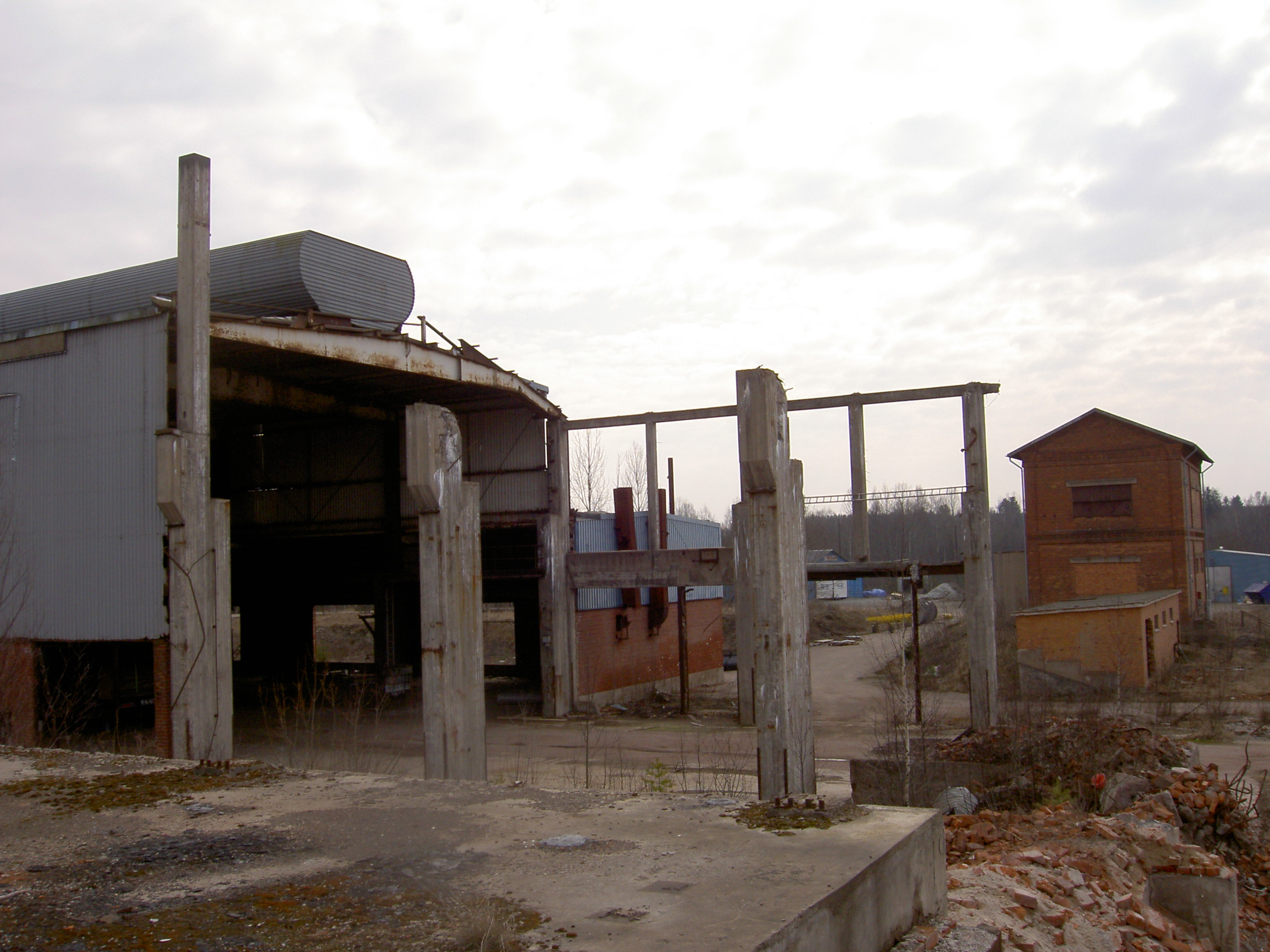
Rester efter stålverk. Horndals bruk i Dalarna, nedlagt 1979.
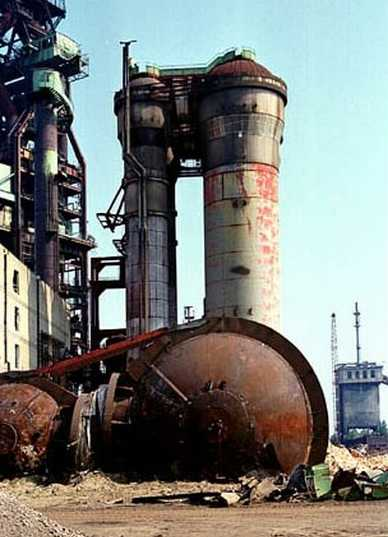
Rivning av stålverk vid Kruppverken i Duisburg-Rheinhausen, Tyskland. Foto 1983.
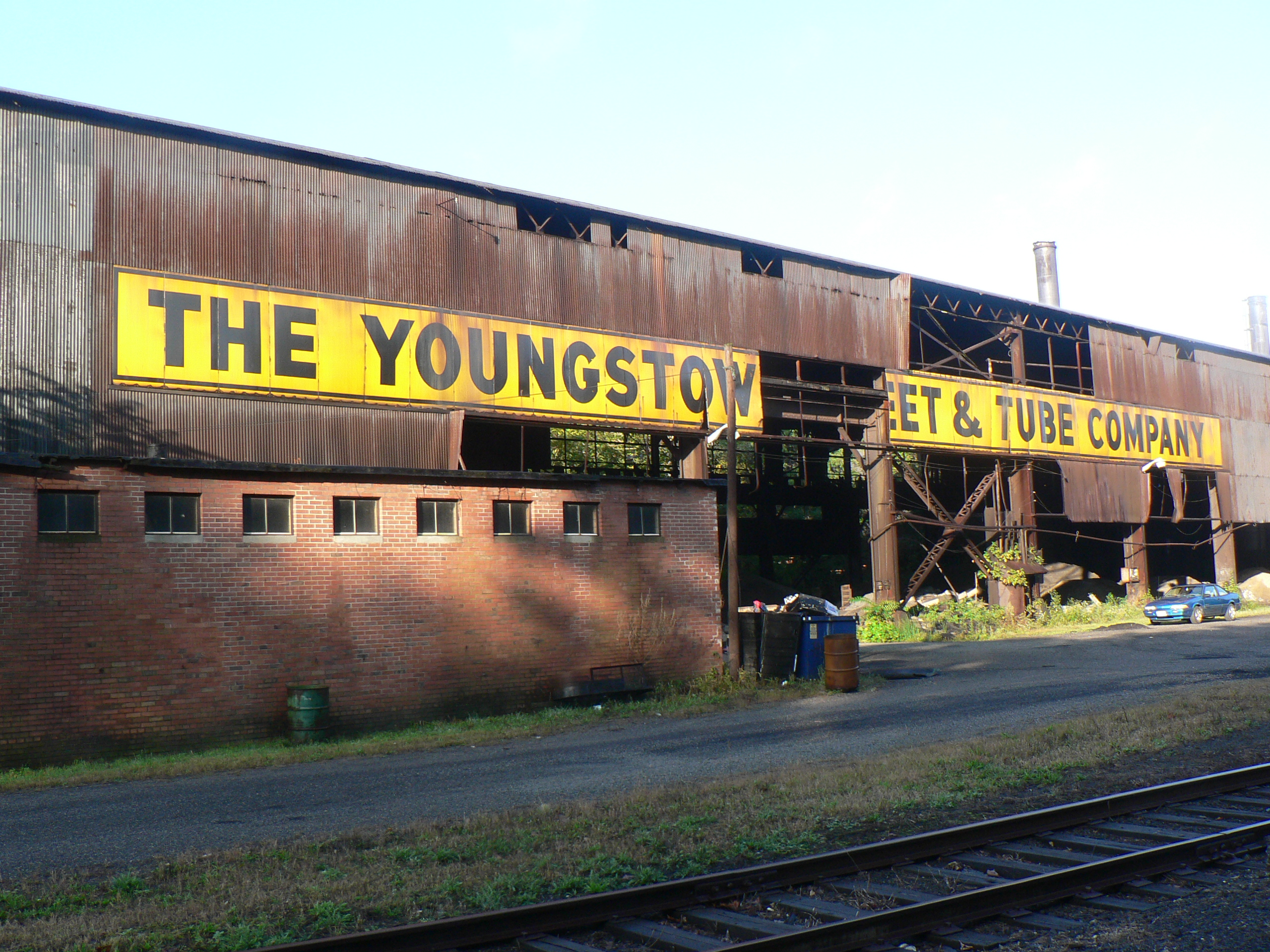
Byggnad som tillhört Youngstown Sheet and Tube Company's Campbell Works i Youngstown, Ohio, USA. Vid nedläggningen av stålverket den 19 september 1977 förlorade 5000 arbetare sina jobb.